# Tjæresand
Tjæresand er en form for olie, der er markant anderledes end almindelig råolie. Der er tale om sandkorn omgivet af en tynd film af olie.
Tjæresand regnes som en af de væsentligste typer af ukonventionel olie.

## Udvinding
Tjæresand kan ikke pumpes som konventionel olie, men skal graves op – typisk i åbne grave. Herefter tilføjes nafta – en lettere kulbrinte af destilleret olie – og resultatet er en syntetisk olie, der har de samme egenskaber som almindelig olie. Alternativt kan man pumpe damp ned i tjæresandet, og opsamle den frigivne olie. Der skal dog stadig tilføjes kulbrinte for at slutproduktet er flydende.

## Produktionsprocesser
Da tjæresandet enten skal graves op eller udvindes med damp, og da der senere i processen skal tilføjes nafta, er det væsentligt dyrere at udvinde tjæresand end at udvinde konventionel olie. Hertil kommer logistiske problemer med at optrappe produktionen. Processen kræver betydelige mængder vand og efterlader enorme mængder giftigt affald.

## Estimerede mængder af tjæresand
Det anslås at der i det nordlige Alberta, Canada, er mellem 870 og 1.300 milliarder tønder olie i form af tjæresand. Det gør Canada til verdens olierigeste land – på papiret. Det canadiske Syncrude regner med i perioden 2011 – 2015 at kunne producere 185 – 200 millioner tønder syntetisk olie om året. Til sammenligning blev der i 2010 anvendt omkring 84 millioner tønder olie om dagen.